# Tỷ giá hối đoái
Tỷ giá hối đoái (còn được gọi là tỷ giá trao đổi ngoại tệ, tỷ giá Forex, tỷ giá FX hoặc Agio) giữa hai tiền tệ là tỷ giá mà tại đó một đồng tiền này sẽ được trao đổi cho một đồng tiền khác. Nó cũng được coi là giá cả đồng tiền của một quốc gia được biểu hiện bởi một tiền tệ khác.
Tiền tệ thường là đơn vị tiền của mỗi quốc gia, nhưng cũng có thể là đơn vị tiền của các khu vực cấp dưới như Hồng Kông, hoặc là đơn vị tiền siêu quốc gia như euro.
Tỷ giá hối đoái còn biểu thị giá trị của tiền một nước so với tiền một nước khác. Ví dụ, tỷ giá hối đoái ngân hàng trung ương giữa 131 yên Nhật và đô la Mỹ có nghĩa là ¥131 sẽ trao đổi lấy 1 đô la Mỹ, hoặc 1 đô la Mỹ sẽ trao đổi lấy ¥131. Trong ví dụ này, giá trị của một đô la so với yên là ¥131, hoặc tương đương với việc giá trị của một yên so với đô la là $1/131.
Mỗi quốc gia quyết định chế độ tỷ giá hối đoái áp dụng cho đơn vị tiền của mình. Ví dụ, tiền tệ có thể có chế độ tỷ giá nổi, tỷ giá cố định hoặc tỷ giá hỗn hợp. Chính phủ có thể áp đặt giới hạn và kiểm soát tỷ giá hối đoái. Ngoài ra, mỗi quốc gia có thể có đồng tiền mạnh hoặc yếu. Trong văn học kinh tế, không có sự đồng thuận về chính sách tỷ giá hối đoái quốc gia tối ưu (không giống như trong vấn đề thương mại, nơi thương mại tự do được coi là tối ưu). Thay vào đó, chế độ tỷ giá hối đoái quốc gia phản ánh yếu tố chính trị.
Trong chế độ tỷ giá nổi, tỷ giá hối đoái được xác định trên thị trường ngoại hối, nơi mua bán tiền tệ diễn ra liên tục trong 24 giờ mỗi ngày, trừ cuối tuần (từ 20:15 GMT vào Chủ Nhật đến 22:00 GMT vào Thứ Sáu). Tỷ giá hối đoái giao ngay là tỷ giá hiện tại, còn tỷ giá hối đoái chờ là tỷ giá được báo giá và giao dịch trong tương lai cụ thể.

## Thị trường hối đoái bán lẻ

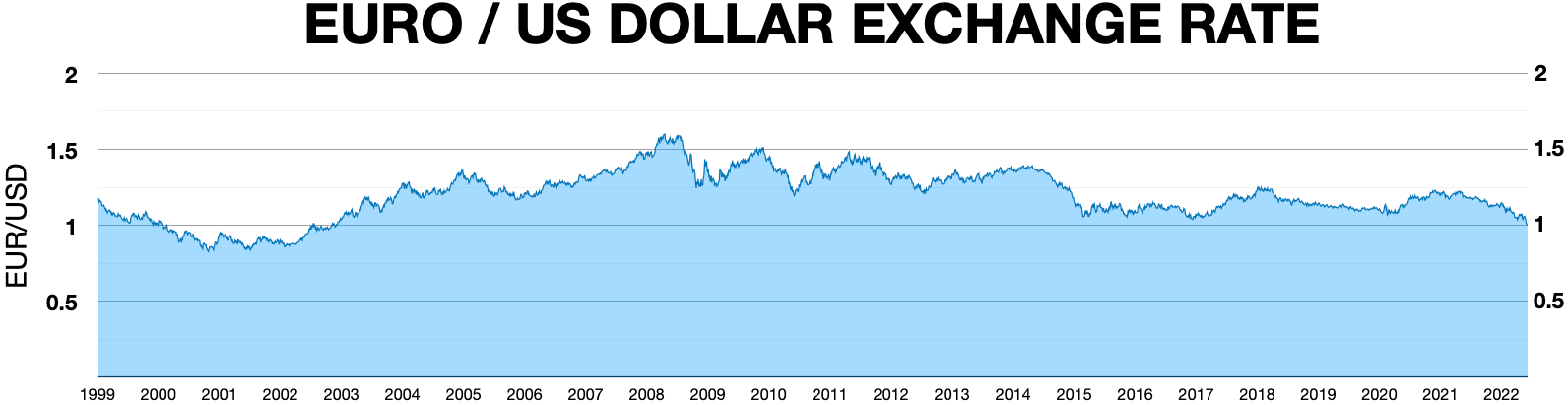
Tỷ giá hối đoái euro/đô la Mỹ (USD)

Việc mua tiền tệ để sử dụng trong các giao dịch quốc tế và thanh toán vượt biên giới thường được thực hiện thông qua các ngân hàng, các công ty môi giới hối đoái ngoại tệ và các điểm trao đổi ngoại tệ như điểm giao dịch ngoại tệ. Những cơ sở bán lẻ này lấy tiền tệ từ thị trường ngân hàng trung ương, mà theo Ngân hàng Thanh toán Quốc tế có giá trị lên tới 5.3 nghìn tỷ đô la Mỹ mỗi ngày. Giao dịch được thực hiện với tỷ giá hợp đồng giao ngay. Khách hàng bán lẻ sẽ phải trả phí, dưới hình thức hoa hồng hoặc khác, để bù đắp cho các chi phí của người cung cấp và tạo ra lợi nhuận. Một hình thức phí là việc sử dụng tỷ giá hối đoái thấp hơn so với tỷ giá giao ngay thị trường sỉ. Sự chênh lệch giữa giá mua và giá bán tại cơ sở bán lẻ được gọi là chênh lệch giá đặt mua - giá đặt bán.

## Báo giá

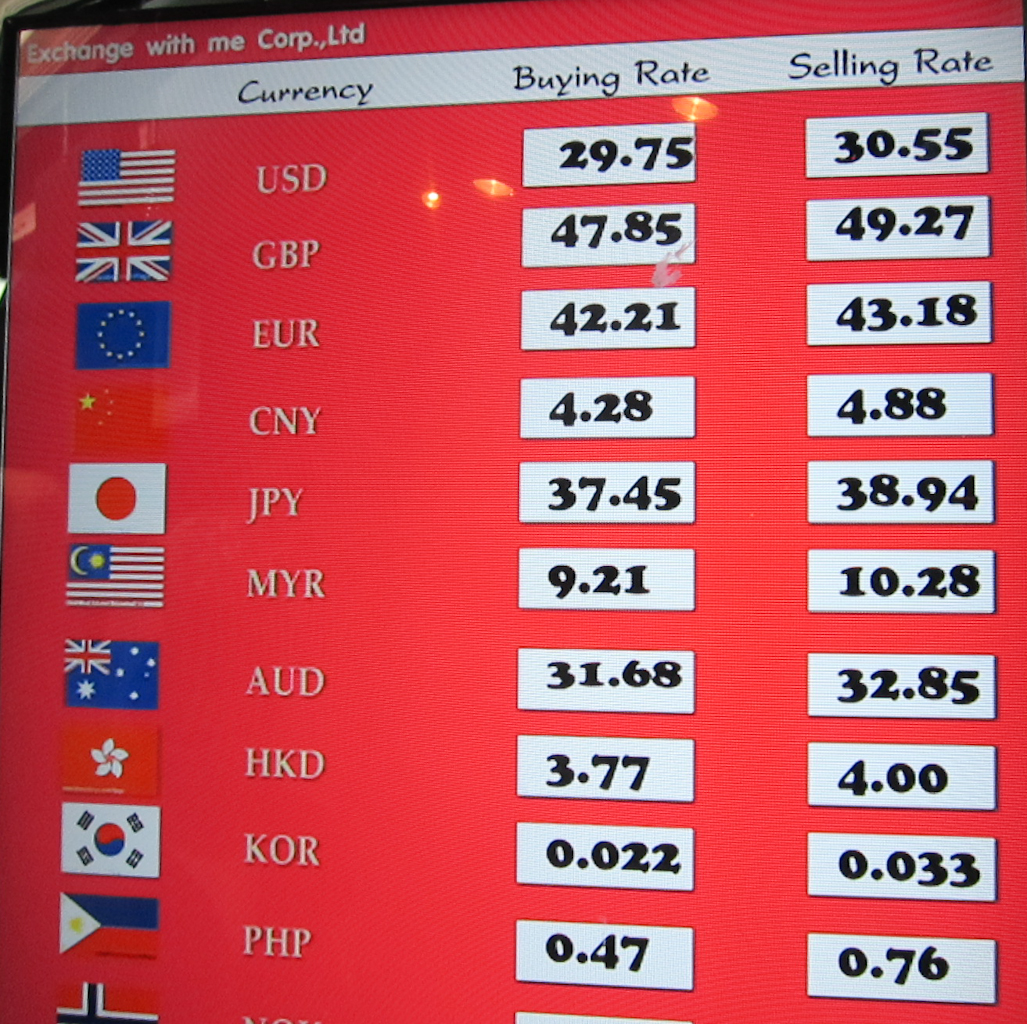
Tỷ giá hối đoái hiển thị ở Thái Lan

Trong thị trường tài chính, có quy ước về cách trình bày tiền tệ cố định và tiền tệ biến đổi trong báo giá. Ví dụ, khi chuyển đổi từ EUR sang AUD, EUR là tiền tệ cố định, AUD là tiền tệ biến đổi và tỷ giá hối đoái cho biết bao nhiêu đô la Úc sẽ được trả hoặc nhận cho 1 euro.
Ở một số khu vực tại châu Âu và trong thị trường bán lẻ ở Vương quốc Anh, EUR và GBP bị đảo ngược, có nghĩa là GBP được trích dẫn làm tiền tệ cố định đối với euro. Khi cả hai tiền tệ không nằm trong danh sách trên (nghĩa là cả hai đều là "khác"), quy ước thị trường là sử dụng tiền tệ cố định có tỷ giá hối đoái lớn hơn 1.000. Điều này giúp giảm vấn đề làm tròn số và không cần sử dụng quá nhiều chữ số thập phân. Tuy nhiên, cũng có một số ngoại lệ cho quy ước này: ví dụ, người Nhật thường trích dẫn tiền tệ của họ làm tiền tệ cơ sở đối với các loại tiền tệ khác.
Phương pháp trích dẫn bằng tiền tệ quốc gia làm đơn vị giá được gọi là trích dẫn trực tiếp hoặc trích dẫn giá (từ góc nhìn của quốc gia đó). Ví dụ, 0,8989 € = 1,00 đô la Mỹ trong Khu vực sử dụng Euro và phương pháp này được sử dụng ở hầu hết các quốc gia.
Báo giá dùng đồng tiền của một quốc gia làm đơn vị tiền tệ chính (ví dụ, 1,11 đô la Mỹ = 1,00 € trong khu vực Euro) gọi là báo giá gián tiếp hoặc báo giá theo số lượng, thường thấy trong báo ở Anh; cũng phổ biến ở Úc, New Zealand và khu vực Euro.
Trong báo giá trực tiếp, khi đồng tiền trong nước tăng giá trị (được gọi là tăng giá) thì con số tỷ giá giảm. Ngược lại, khi đồng tiền nước ngoài mạnh lên và đồng tiền trong nước giảm giá (được gọi là giảm giá), con số tỷ giá tăng.
Thường từ những năm 1980 đến 2006, hầu hết các cặp tiền tệ trích dẫn với bốn số thập phân cho giao dịch ngay và lên đến sáu số thập phân cho giao dịch tương lai hoặc hoán đổi tiền tệ. (Số thập phân thứ tư thường được gọi là "pip"). Độc ngoại là tỷ giá hối đoái có giá trị nhỏ hơn 1.000 thường trích dẫn với năm hoặc sáu số thập phân. Mặc dù không có quy tắc cố định, tỷ giá hối đoái lớn hơn khoảng 20 thường trích dẫn với ba số thập phân và tỷ giá hối đoái lớn hơn 80 thường trích dẫn với hai số thập phân. Tiền tệ vượt quá 5000 thường trích dẫn mà không có số thập phân (ví dụ, Lira Thổ Nhĩ Kỳ cũ). Ví dụ: (GBPOMR: 0.765432 - : 1.4436 - EURJPY: 165.29). Nói cách khác, báo giá cung cấp năm chữ số. Khi tỷ giá dưới 1, báo giá thường chứa năm số thập phân.
Năm 2005, Barclays Capital đã phá vỡ quy tắc trích dẫn bằng cách sử dụng năm hoặc sáu số thập phân cho tỷ giá hối đoái ngay trên nền tảng giao dịch điện tử của họ. Sự thu hẹp chênh lệch giữa giá mua và giá bán có thể yêu cầu giá cụ thể hơn, giúp ngân hàng cố gắng giành giao dịch trên các nền tảng giao dịch đa ngân hàng, nơi tất cả các ngân hàng khác có thể đã trích dẫn cùng một giá. Sau đó, một số ngân hàng khác cũng áp dụng hệ thống này.

## Biến động tỷ giá hối đoái
Một tỷ giá hối đoái dựa trên thị trường sẽ thay đổi bất cứ khi nào các giá trị của một trong hai tiền tệ thành phần thay đổi. Một đồng tiền sẽ có xu hướng trở nên có giá trị hơn bất cứ khi nào nhu cầu cho nó lớn hơn cung cấp có sẵn. Nó sẽ trở nên ít có giá trị bất cứ khi nào nhu cầu thấp hơn cung cấp có sẵn (điều này không có nghĩa là người ta không còn muốn tiền, nó chỉ có nghĩa là họ muốn nắm giữ của cải của họ trong một số hình thức khác, có thể là một đồng tiền khác).
Tăng nhu cầu về một loại tiền tệ có thể là do một trong hai giao dịch cầu tiền tăng hoặc một nhu cầu đầu cơ tăng đối với tiền. Nhu cầu giao dịch liên quan chặt chẽ đến mức độ hoạt động kinh doanh của một quốc gia, (GDP) tổng sản phẩm quốc nội, và mức độ việc làm. Càng nhiều người thất nghiệp, ít công chúng như một toàn thể sẽ chi tiêu vào hàng hóa và dịch vụ. Các ngân hàng trung ương thường có chút ít khó khăn điều chỉnh cung tiền có sẵn để cung cấp cho những thay đổi trong nhu cầu sử dụng tiền do các nghiệp vụ kinh doanh.
Nhu cầu đầu cơ là khó khăn hơn nhiều đối với các ngân hàng trung ương để thích ứng, do chúng bị ảnh hưởng bởi sự điều chỉnh lãi suất. Một nhà đầu cơ có thể mua một đồng tiền nếu trả lại (có nghĩa là lãi suất) là đủ cao. Nói chung, nếu lãi suất của một quốc gia càng cao, nhu cầu đối với đồng tiền đó sẽ càng lớn. Có lập luận cho rằng đầu cơ như vậy có thể làm giảm tăng trưởng kinh tế thực sự, đặc biệt là do các nhà đầu cơ tiền tệ lớn cố tình có thể tạo ra áp lực giảm một đồng tiền bằng cách bán khống để buộc ngân hàng trung ương đó mua tiền tệ của mình để giữ cho nó ổn định. (Khi điều đó xảy ra, nhà đầu cơ này có thể mua đồng tiền trở lại sau khi nó mất giá, đóng vị trí của họ, và do đó có lợi nhuận.)
Đối với các công ty vận tải vận chuyển hàng hóa từ một quốc gia này tới một quốc gia khác, tỷ giá hối đoái thường có thể ảnh hưởng nghiêm trọng tới họ. Vì vậy, hầu hết các nhà vận chuyển có một hệ số điều chỉnh tiền tệ (CAF) tính vào tài khoản cho những biến động này.

## Phân loại tỷ giá hối đoái
Từ góc độ giao dịch ngoại hối của ngân hàng
- Giá mua vào: Còn gọi là giá mua, đây là giá mà ngân hàng ngoại hối sử dụng để mua ngoại tệ từ khách hàng. Đây là tỷ giá chuyển đổi ngoại tệ sang đồng tiền trong nước với số lượng ít hơn, thể hiện mức độ cần bao nhiêu đồng tiền của quốc gia để mua một lượng ngoại tệ cụ thể.
- Giá bán ra: Còn được gọi là giá bán, đây là tỷ giá mà ngân hàng sử dụng để bán ngoại tệ cho khách hàng. Đây là tỷ giá thể hiện mức độ cần thu hồi bao nhiêu đồng tiền của quốc gia nếu ngân hàng bán một lượng ngoại tệ cụ thể.
- Giá trung bình: Là trung bình của giá mua (bid) và giá bán (ask). Thường được sử dụng trong báo chí, tạp chí hoặc phân tích kinh tế.

Theo thời gian giao dịch sau các giao dịch hối đoái ngoại tệ
- Tỷ giá giao ngay: Đề cập đến tỷ giá cho các giao dịch hối đoái ngoại tệ ngay tại thời điểm giao dịch. Sau khi giao dịch hoàn tất, tỷ giá này áp dụng cho việc giao dịch trong hai ngày làm việc. Thường được gọi là tỷ giá giao ngay trừ khi cụ thể chỉ ra tỷ giá hối đoái chờ.
- Tỷ giá hối đoái chờ: Được thỏa thuận giữa người mua và người bán để thực hiện trong tương lai, trước ngày giao dịch. Khi đến ngày giao dịch, cả hai bên sẽ thực hiện giao dịch theo tỷ giá và số lượng đã thỏa thuận trước đó. Dựa trên tỷ giá giao ngay và biểu thị bằng "phần thưởng", "chiết khấu" và "đẳng cấp" của tỷ giá giao ngay.

Theo cách đặt tỷ giá hối đoái
- Tỷ giá cơ bản: Thường chọn một đồng tiền chuyển đổi chủ chốt, phổ biến trong giao dịch quốc tế và chiếm tỷ trọng lớn trong dự trữ ngoại hối. So sánh với đồng tiền của quốc gia và thiết lập tỷ giá. Đây là tỷ giá cơ bản. Loại tiền tệ chủ chốt thường là đồng tiền thế giới, dùng để định giá, thanh toán, dự trữ, có thể chuyển đổi tự do và được chấp nhận toàn cầu.
- Tỷ giá chéo: Sau khi có tỷ giá cơ bản, có thể tính tỷ giá đồng tiền địa phương so với các đồng tiền nước ngoài khác qua tỷ giá cơ bản. Kết quả được gọi là tỷ giá chéo.

### Phân loại khác
Theo phương thức thanh toán trong giao dịch hối đoái ngoại tệ
- Tỷ giá chuyển tiếp điện
- Tỷ giá chuyển tiếp qua thư
- Tỷ giá séc yêu cầu

Theo mức độ kiểm soát hối đoái ngoại tệ
- Tỷ giá chính thức: Tỷ giá hối đoái do cơ quan quản lý hối đoái nước này công bố. Thường áp dụng ở các quốc gia kiểm soát hối đoái nghiêm ngặt.
- Tỷ giá thị trường: Tỷ giá thực tế trên thị trường tự do, biến đổi theo cung cầu hối đoái ngoại tệ.

Theo chế độ tỷ giá hối đoái quốc tế
- Tỷ giá cố định: Tỷ giá giữa đồng tiền quốc gia và đồng tiền khác được cố định, biến động nhỏ.
- Tỷ giá nổi: Không có tỷ giá chính thức, đồng tiền thay đổi theo cung cầu trên thị trường tự do.

Theo có bao gồm lạm phát
- Tỷ giá thực tế: Tỷ giá chính thức hoặc thị trường không tính lạm phát.
- Tỷ giá thực: Tỷ giá thực tế loại bỏ yếu tố lạm phát.

## Các yếu tố tác động đến biến đổi tỷ giá hối đoái
1. Dịch vụ thanh toán: Khi một quốc gia có thâm hụt thanh toán hoặc thương mại lớn, đồng tiền của nó suy giảm do nhu cầu về ngoại tệ vượt quá cung cấp.
2. Lãi suất: Khi lãi suất tăng hoặc lãi suất nội địa cao hơn so với lãi suất ngoại hối, đồng tiền trong nước tăng giá trị do dòng vốn đổ vào.
3. Lạm phát: Lạm phát cao làm giảm giá trị đồng tiền trong nước và tăng giá trị ngoại tệ. Quốc gia có lạm phát thấp thường có đồng tiền mạnh hơn.
4. Chính sách tài khóa và tiền tệ: Chính sách tài khóa và tiền tệ lỏng lẻo, thâm hụt tài khóa gây suy giảm đồng tiền, còn chính sách thắt chặt làm tăng giá trị đồng tiền.
5. Phân tích: Dự đoán tiền tệ sẽ tăng giá trị khiến nhà đầu tư mua nhiều, ngược lại khiến giá giảm. Phân tích ảnh hưởng đến biến động ngắn hạn của tỷ giá hối đoái.
6. Can thiệp thị trường của chính phủ: Khi biến động tỷ giá hối đoái ảnh hưởng xấu đến nền kinh tế, thương mại của quốc gia hoặc chính phủ cần đạt được mục tiêu chính sách, cơ quan tiền tệ có thể tham gia giao dịch tiền tệ để thay đổi tỷ giá hối đoái.
7. Sức mạnh kinh tế của quốc gia: Tăng trưởng kinh tế cao không tốt cho đồng tiền trong ngắn hạn, nhưng trong dài hạn, nó ủng hộ mạnh mẽ sức mạnh của đồng tiền quốc gia trên thị trường ngoại hối.

### Thị trường mới nổi
Nghiên cứu về khu vực mục tiêu chủ yếu tập trung vào lợi ích của sự ổn định tỷ giá hối đoái đối với các nước công nghiệp, nhưng một số nghiên cứu cho rằng sự biến đổi không ổn định của tỷ giá hối đoái hai chiều giữa các nước công nghiệp một phần gây ra khủng hoảng tài chính ở các thị trường mới nổi. Theo quan điểm này, khả năng cạnh tranh của nền kinh tế thị trường mới nổi bị suy yếu vì nhiều đồng tiền được gắn liền với đô la Mỹ theo nhiều cách khác nhau, ngầm hoặc rõ ràng, do đó, biến đổi như việc đô la Mỹ tăng giá trị so với yen hoặc đồng Mark đã góp phần vào những sóng sốc gây mất ổn định. Hầu hết các quốc gia này là người nợ vốn ngoại, nợ của họ được định giá bằng một trong các đồng tiền G3.
Vào tháng 9 năm 2019, Argentina hạn chế khả năng mua đô la Mỹ. Mauricio Macri năm 2015 đã cam kết sẽ dỡ bỏ hạn chế do chính phủ cánh tả đặt ra, bao gồm kiểm soát vốn được sử dụng ở Argentina để ổn định kinh tế. Khi lạm phát tăng trên 20%, việc giao dịch được định giá bằng đô la Mỹ trở nên phổ biến khi người dân Argentina chuyển sang sử dụng đồng peso. Năm 2011, chính phủ Cristina Fernández de Kirchner hạn chế mua đô la, dẫn đến việc tăng mua đô la trên thị trường đen. Kiểm soát được giảm sau khi Macri nhậm chức và Argentina phát hành trái phiếu định giá bằng đô la Mỹ, nhưng khi nhiều yếu tố dẫn đến sự suy giảm giá trị của peso so với đô la, kiểm soát vốn đã được tái áp dụng để ngăn chặn sự suy giảm thêm trong bối cảnh sự bán ra đồng peso.

## Biến động trong tỷ giá hối đoái
Tỷ giá hối đoái dựa trên thị trường thay đổi mỗi khi giá trị của một trong hai đồng tiền thành phần thay đổi. Đồng tiền trở nên có giá trị hơn khi nhu cầu vượt quá cung cấp. Nó trở nên ít có giá trị hơn khi nhu cầu thấp hơn cung cấp (không phải là người ta không còn muốn tiền, mà họ muốn giữ tài sản bằng hình thức khác, có thể là đồng tiền khác).
Nhu cầu đồng tiền có thể tăng vì nhu cầu giao dịch nhu cầu về tiền tăng hoặc nhu cầu đầu cơ về tiền tăng. Nhu cầu giao dịch liên quan chặt chẽ đến hoạt động kinh doanh, GDP và việc làm của một quốc gia. Ngân hàng trung ương thường điều chỉnh nguồn tiền để thích nghi với biến đổi nhu cầu giao dịch.
Nhu cầu đầu cơ khó điều chỉnh hơn, ngân hàng trung ương can thiệp bằng cách điều chỉnh lãi suất. Người đầu cơ có thể mua đồng tiền nếu lợi suất cao. Nói chung, lãi suất càng cao, nhu cầu đồng tiền càng lớn. Được đề xuất rằng đầu cơ có thể làm suy yếu tăng trưởng kinh tế thực sự, đặc biệt khi đầu cơ có thể tạo áp lực đẩy giảm giá đồng tiền để buộc ngân hàng trung ương mua đồng tiền của họ để duy trì ổn định. (Khi điều này xảy ra, người đầu cơ có thể mua lại đồng tiền sau khi giảm giá, đóng vị trí và từ đó có lời.)
Với các công ty vận chuyển hàng hóa giữa các quốc gia, tỷ giá hối đoái thường ảnh hưởng nghiêm trọng. Do đó, hầu hết các công ty áp dụng một khoản phí CAF để bù đắp cho biến động này.

## Sức mua của đồng tiền
Tỷ giá hối đoái thực (RER) là khả năng mua sắm của một đơn vị tiền tệ so với đơn vị tiền tệ khác dựa trên tỷ giá và giá hiện tại. Đây là tỷ lệ giữa số đơn vị tiền của một quốc gia cần để mua một giỏ hàng hàng hóa ở quốc gia khác, sau khi đã đổi được tiền của quốc gia đó sang tiền của quốc gia khác trên thị trường ngoại hối, chia cho số đơn vị tiền của quốc gia đó cần để mua trực tiếp giỏ hàng hàng hóa đó trong quốc gia đó. Có nhiều cách để đo RER.
Do đó, RER là tỷ giá hối đoái nhân với giá tương đối của một giỏ hàng hàng hóa ở hai quốc gia. Ví dụ, sức mua của đô la Mỹ so với euro là giá đô la Mỹ của một euro nhân với giá euro của một đơn vị của giỏ hàng hàng hóa, chia cho giá đô la Mỹ của giỏ hàng hàng hóa, và do đó không có đơn vị. Đây chính là tỷ giá hối đoái nhân với giá tương đối của hai tiền tệ liên quan đến khả năng mua đơn vị của giỏ hàng hàng hóa. Nếu tất cả hàng hóa có thể trao đổi tự do và người dân trong và ngoài nước mua cùng một giỏ hàng hàng hóa, nguyên tắc sức mua tương đương (PPP) sẽ áp dụng cho tỷ giá hối đoái và chỉ số giá tiêu dùng của cả hai quốc gia, và RER sẽ luôn bằng 1.
Tốc độ thay đổi của RER theo thời gian giữa euro và đô la bằng tốc độ đánh giá của euro cộng với tỷ lệ lạm phát của euro trừ đi tỷ lệ lạm phát của đô la.

## Cân bằng và sai lệch tỷ giá hối đoái thực tế
Tỷ giá hối đoái thực tế (RER) là tỷ giá hối đoái danh nghĩa đã điều chỉnh bởi giá tương đối của hàng hóa và dịch vụ trong và ngoài nước, thể hiện sự cạnh tranh của một quốc gia so với thế giới. Khi đánh giá đồng tiền cao hoặc lạm phát trong nước tăng, RER giảm, làm giảm tính cạnh tranh quốc gia và thương mại hiện tại. Ngược lại, đồng tiền suy giảm có hiệu ứng ngược, cải thiện thương mại hiện tại của quốc gia.
Có chứng cớ cho thấy RER thường đạt đến mức ổn định trong dài hạn, nhanh hơn ở các nền kinh tế mở nhỏ có tỷ giá cố định. Sai lệch RER đáng kể và kéo dài so với cân bằng dài hạn, hay còn gọi là sai lệch RER, gây tác động tiêu cực lên thanh toán của một quốc gia. RER định giá quá cao có nghĩa là RER hiện tại vượt quá giá trị cân bằng, còn RER định giá thấp hơn thể hiện ngược lại. Đặc biệt, định giá RER quá cao kéo dài thường được coi là dấu hiệu sớm của cuộc khủng hoảng sắp tới, do quốc gia trở nên dễ bị tấn công và gặp khủng hoảng tiền tệ, như tại Thái Lan trong cuộc khủng hoảng tài chính châu Á năm 1997. Ngược lại, định giá RER thấp kéo dài thường tạo áp lực lên giá trong nước, thay đổi động cơ tiêu dùng của người tiêu dùng và từ đó làm sai phân bố tài nguyên giữa các ngành hàng có thể thương mại và phi thương mại.
Sự mất cân đối RER, đặc biệt là sự định giá quá cao, có thể làm suy yếu chiến lược phát triển xuất khẩu của quốc gia, vì thế việc đo lường RER cân bằng là rất quan trọng đối với các nhà hoạch định chính sách. Tuy nhiên, không may mắn, biến số này không thể quan sát trực tiếp. Phương pháp phổ biến nhất để ước tính RER cân bằng là lý thuyết Parity Quyền Mua (PPP), theo đó mức RER cân bằng được giả định duy trì ổn định qua thời gian. Tuy nhiên, RER cân bằng không phải là giá trị cố định vì nó tuân theo xu hướng của các yếu tố kinh tế quan trọng, như chính sách tiền tệ và tài khóa khác nhau hoặc các cú sốc không đối xứng giữa quốc gia chủ nhà và nước ngoài. Vì vậy, tư tưởng PPP đã được tranh luận rộng rãi trong những năm qua, vì nó có thể chỉ ra một sự chuyển động tự nhiên của RER đến cân bằng mới của nó như một sự mất cân đối RER.
Bắt đầu từ những năm 1980, để vượt qua các hạn chế của phương pháp này, nhiều nhà nghiên cứu đã cố gắng tìm các biện pháp RER cân bằng thay thế. Hai trong những phương pháp phổ biến nhất trong văn học kinh tế là Tỷ giá Cân bằng Cơ bản (FEER), do Williamson (1994) phát triển, và Tỷ giá Cân bằng Hành vi (BEER), ban đầu được ước tính bởi Clark và MacDonald (1998). FEER tập trung vào các nhân tố quyết định dài hạn của RER, chứ không phải là các lực ngắn hạn và tác động đầu cơ. Nó đại diện cho một RER nhất quán với sự cân bằng kinh tế tổng thể, được đặc trưng bởi việc đạt được sự cân bằng nội và cân bằng ngoại cùng một lúc. Sự cân bằng nội xảy ra khi mức sản xuất tương thích với cả việc sử dụng đầy đủ của tất cả các yếu tố sản xuất có sẵn, và mức lạm phát thấp và ổn định. Mặt khác, sự cân bằng ngoại xảy ra khi cân bằng hiện tại và tương lai của cán cân thanh toán tương thích với luồng vốn net bền vững trong dài hạn. Tuy nhiên, FEER được xem như một biện pháp đo lường quy phạm của RER vì nó dựa trên một số điều kiện kinh tế "lý tưởng" liên quan đến cân bằng nội và cân bằng ngoại. Đặc biệt, vì vị trí cân bằng CA bền vững được xác định là một giá trị xúc tích, phương pháp này đã được đặt ra nhiều câu hỏi trong thời gian qua. Ngược lại, BEER liên quan đến một phân tích kinh tế của hành vi RER, xem xét sự lệch lạc đáng kể của RER so với mức cân bằng PPP của nó là kết quả của các thay đổi trong các nguyên tắc kinh tế quan trọng. Do đó, sự mất cân đối RER toàn bộ được xác định bởi mức độ mà các nguyên tắc kinh tế khác nhau so với các mức bền vững trong dài hạn của chúng. Tóm lại, BEER là một phương pháp tổng quát hơn so với FEER, vì nó không giới hạn trong góc nhìn dài hạn, có khả năng giải thích các biến động chu kỳ của RER.

## Tỷ giá song phương so với tỷ giá hiệu quả

Ví dụ về lịch sử tỷ giá trọng số GDP của một giỏ 6 đồng tiền quan trọng (Đô la Mỹ, Euro, Yên Nhật, Nhân dân tệ Trung Quốc, Franc Thụy Sĩ, Bảng Anh)

Tỷ giá song phương liên quan đến cặp đồng tiền, còn tỷ giá hiệu quả là trung bình có trọng số của một giỏ đồng tiền nước ngoài, thể hiện tổng quan về sự cạnh tranh ngoại vi của đất nước. Tỷ giá hiệu quả hiện tại (NEER) được trọng số theo nghịch đảo của trọng số giao dịch tiệm cận. Tỷ giá hiệu quả thực sự (REER) điều chỉnh NEER bằng mức độ giá nước ngoài thích hợp và được điều chỉnh theo mức độ giá nước sở tại. So với NEER, tỷ giá hiệu quả dựa trên trọng số GDP có thể thích hợp hơn khi xem xét hiện tượng đầu tư toàn cầu.

## Tỷ giá song song
Trong nhiều quốc gia, có sự phân biệt giữa tỷ giá chính thức dành cho các giao dịch được phép trong nước và một tỷ giá song song (hoặc tỷ giá thị trường đen, không chính thức, v.v.) phản ánh nhu cầu vượt quá cung ngoại tệ theo tỷ giá chính thức. Mức độ tăng hơn của tỷ giá song song so với tỷ giá chính thức được gọi là áp phích song song. Các giao dịch không chính thức như vậy có thể vi phạm pháp luật.

## Mô hình Kinh tế

### Mô hình cân bằng lãi suất chưa được phủ định
Mô hình cân bằng lãi suất chưa được phủ định (UIRP) cho rằng sự thay đổi giá trị của một đồng tiền so với đồng tiền khác có thể bị xóa bỏ bằng sự thay đổi trong chênh lệch lãi suất. Nếu lãi suất tại Mỹ tăng trong khi lãi suất tại Nhật Bản không thay đổi, thì đồng USD có thể giảm giá so với đồng JPY một lượng nhất định để ngăn chặn việc cơ hội lời từ chênh lệch lãi suất (tuy nhiên trong thực tế, thường xảy ra tình trạng ngược lại, tức là sự tăng giá, đặc biệt trong ngắn hạn, như được giải thích bên dưới). Tỷ giá hối đoái trong tương lai được phản ánh trong tỷ giá hối đoái chứng khoán tương lai được công bố ngày hôm nay. Trong ví dụ của chúng ta, tỷ giá hối đoái tương lai của đồng USD được cho là ở mức chiết khấu vì nó mua ít hơn đồng JPY trong tỷ giá tỷ giá chốt. Đồng JPY được coi là ở mức thưởng.
Sau những năm 1990, UIRP không còn được chứng minh là hiệu quả. Ngược lại với lý thuyết, các đồng tiền có lãi suất cao thường tăng giá thay vì giảm giá do lợi ích từ việc kiểm soát lạm phát và việc sở hữu đồng tiền mang lại lợi suất cao hơn.

### Mô hình cân đối thanh toán
Mô hình cân đối thanh toán cho rằng tỷ giá hối đoái ngoại tệ đạt mức cân bằng khi tạo ra sự ổn định trong Tài khoản vãng lai. Một quốc gia có thâm hụt thương mại sẽ giảm dự trữ ngoại hối, từ đó làm giảm giá trị đồng tiền. Đồng tiền rẻ hơn sẽ làm cho hàng hóa của quốc gia trở nên hấp dẫn hơn trên thị trường toàn cầu, đồng thời làm tăng chi phí nhập khẩu. Sau một thời kỳ trung gian, nhập khẩu sẽ giảm và xuất khẩu tăng, ổn định cân bằng thương mại và đưa đồng tiền về mức cân bằng.
Tương tự như sức mạnh mua sắm cân bằng, mô hình cân đối thanh toán tập trung chủ yếu vào hàng hóa và dịch vụ có thể giao dịch, bỏ qua vai trò ngày càng tăng của dòng vốn toàn cầu. Tiền không chỉ theo đuổi hàng hóa và dịch vụ, mà còn tập trung vào tài sản tài chính như cổ phiếu và trái phiếu. Dòng tiền này được tích vào mục tài khoản vốn của cân đối thanh toán, cân bằng thâm hụt trong tài khoản vãng lai. Tăng dòng vốn đã tạo ra mô hình thị trường tài sản một cách hiệu quả.

### Mô hình thị trường tài sản
Sự gia tăng trong giao dịch tài sản tài chính (cổ phiếu và trái phiếu) đã đòi hỏi việc xem xét tác động của nó đối với tỷ giá hối đoái. Những biến số kinh tế như tăng trưởng kinh tế, lạm phát và năng suất không còn là yếu tố duy nhất ảnh hưởng đến biến động tiền tệ. Sự giao dịch ngoại hối phát sinh từ giao dịch tài sản tài chính đã lớn hơn giao dịch hàng hóa và dịch vụ.
Phương pháp thị trường tài sản coi đồng tiền như giá tài sản được giao dịch trên thị trường tài chính hiệu quả. Do đó, tiền tệ ngày càng tương quan mạnh mẽ với các thị trường khác, đặc biệt là cổ phiếu.
Giống như sàn giao dịch chứng khoán, người đầu tư và nhà đầu tư có thể kiếm được hoặc mất tiền thông qua giao dịch trên thị trường ngoại hối. Tiền tệ có thể giao dịch tại thị trường giá thực và thị trường tùy chọn ngoại hối. Thị trường giá thực đại diện cho tỷ giá hối đoái hiện tại, trong khi tùy chọn là các sản phẩm phái sinh của tỷ giá hối đoái.

## Thao túng tỷ giá
Một quốc gia có thể có lợi thế trong thương mại quốc tế nếu nắm quyền kiểm soát thị trường đồng tiền của mình để duy trì giá trị thấp, thường thông qua ngân hàng trung ương can thiệp vào thị trường ngoại hối qua các hoạt động hoạt động thị trường mở, hoặc cản trở việc đổi ngoại tệ thành tiền trong nước. Cộng hòa Nhân dân Trung Hoa đã từng bị cáo buộc thường xuyên thao túng tỷ giá, đặc biệt là bởi Donald Trump trong chiến dịch tranh cử Tổng thống Hoa Kỳ thành công của ông.
Các quốc gia khác như Iceland, Nhật Bản, Brazil, và các quốc gia khác cũng thường duy trì chính sách giữ giá trị đồng tiền thấp để giảm chi phí xuất khẩu và tăng cường nền kinh tế của họ. Tỷ giá thấp giúp giảm giá hàng hóa của quốc gia đối với người tiêu dùng ở các quốc gia khác, nhưng tăng giá hàng hóa và dịch vụ nhập khẩu đối với người tiêu dùng trong quốc gia có đồng tiền giá trị thấp.
Nói chung, người xuất khẩu hàng hóa và dịch vụ thường ưa thích giá trị đồng tiền thấp hơn, trong khi người nhập khẩu thường ưa thích giá trị cao hơn.

## Danh sách một số loại tiền nội tệ của các quốc gia trên thế giới theo tỷ giá hối đoái
tỷ giá hối đoái giữa các loại tiền nội tệ của các quốc gia so với đồng dollar Mỹ các năm 2009 và 2011 được cập nhật theo năm, lấy mốc ngày đầu tiên của mỗi năm (ngày 1 tháng 1).
| STT | Tiền tệ                                     | Tỷ giá hối đoái so với USD 2009 | Tỷ giá hối đoái so với USD 2011 |
| --- | ------------------------------------------- | ------------------------------- | ------------------------------- |
| 1   | Dollar Mỹ                                   | 1 = 1                           | 1 = 1                           |
| 2   | Bảng Anh                                    | 1 USD =                         | 1 USD =                         |
| 3   | Euro                                        | 1 USD =                         | 1 USD =                         |
| 4   | Dinar Kuwait                                | 1 USD =                         | 1 USD =                         |
| 5   | Rupee Ấn Độ                                 | 1 USD = 48,76 IND               | 1 USD = 44,70 IND               |
| 6   | Dollar Úc                                   | 1 USD = 1,42 AUD                | 1 USD = - 1,023 AUD             |
| 7   | Dollar Canada                               | 1 USD = 1,22 CAD                | 1 USD = - 1,0023 CAD            |
| 8   | Dirham Các tiểu vương quốc Ả rập Thống nhất | 1 USD = 3,67 AED                | 1 USD = 3,67 AED                |
| 9   | Franc Thụy Sĩ                               | 1 USD = 1,07 CHF                | 1 USD = -1,07 CHF               |
| 10  | Ringgit Malaysia                            | 1 USD = 3,51 MYR                | 1 USD = 3,09 MYR                |
| 11  | Nhân dân tệ                                 | 1 USD = 6,83 CNY                | 1 USD = 6,59 CNY                |
| 12  | Dollar New Zealand                          | 1 USD = 1,74 NZD                | 1 USD = 1,28 NZD                |
| 13  | Baht Thái                                   | 1 USD = 34,73 THB               | 1 USD = 30,02 THB               |
| 14  | Yên Nhật                                    | 1 USD = 91,07 JPY               | 1 USD = 81,15 JPY               |
| 15  | Peso Philippines                            | 1 USD = 47,62 PHP               | 1 USD = 43,64 PHP               |
| 16  | Dollar Singapore                            | 1 USD = 1,43 SGD                | 1 USD = 1,29 SGD                |
| 17  | Riyal Ả Rập Saudi                           | 1 USD = 3,75 SAR                | 1 USD = 3,75 SAR                |
| 18  | Peso Mexico                                 | 1 USD = 13,68 MXN               | 1 USD = 12,36 MXN               |
| 19  | Dollar Hong Kong                            | 1 USD = 7,75 HKD                | 1 USD = 7,77 HKD                |
| 20  | Rand Nam Phi                                | 1 USD = 9,42 ZAR                | 1 USD = 6,63 ZAR                |
| 21  | Real Brasin                                 | 1 USD = 2,33 BRL                | 1 USD = 1,66 BRL                |
| 22  | Rupiah Indonesia                            | 1 USD = 11.201 IDR              | 1 USD = 9.000 IDR               |
| 23  | Dinar Kuwait                                | 1 USD = 3,62 KWD                | 1 USD = 3,56 KWD                |
| 24  | Won Hàn Quốc                                | 1 USD = 1.270 KRW               | 1 USD = 1.121 KRW               |
| 25  | Ruble Nga                                   | 1 USD = 29,16 RUB               | 1 USD = 30,48 RUB               |
| 26  | Tân Đài tệ                                  | 1 USD = 32,87 TWD               | 1 USD = 29,14 TWD               |
| 27  | Việt Nam Đồng                               | 1 USD = 17.498 VND              | 1 USD = 19.495 VND              |
| 28  | Riel Campuchia                              | 1 USD = 4.053 KHR               | 1 USD = 4.030 KHR               |
| 29  | Kip Lào                                     | 1 USD = 8.480 LAK               | 1 USD = 8.020 LAK               |
| 30  | Dollar Brunei                               | 1 USD = 1,43 BND                | 1 USD = 1,29 BND                |
| 31  | Kyat Myanmar                                | 1 USD = 6,44 MMK                | 1 USD = 6,41 MMK                |
| 32  | Dollar Zimbabwe                             | 1 USD = 925.825 Dollar Zimbabwe | 1 USD = 361,90 Dollar Zimbabwe  |